# Buttonville Municipal Airport

i7
i11
i13
Buttonville Municipal Airport ist ein Regionalflughafen in Markham (Ontario), Ontario in Kanada. Der Flughafen liegt nahe dem Ort Buttonville und etwa 23 Kilometer nördlich des Stadtzentrums Torontos. Der Flughafen dient der Allgemeinen Luftfahrt; es gibt keine Linienflüge. Der Flughafen hat zwei Start- und Landebahnen und mehrere Hangars.

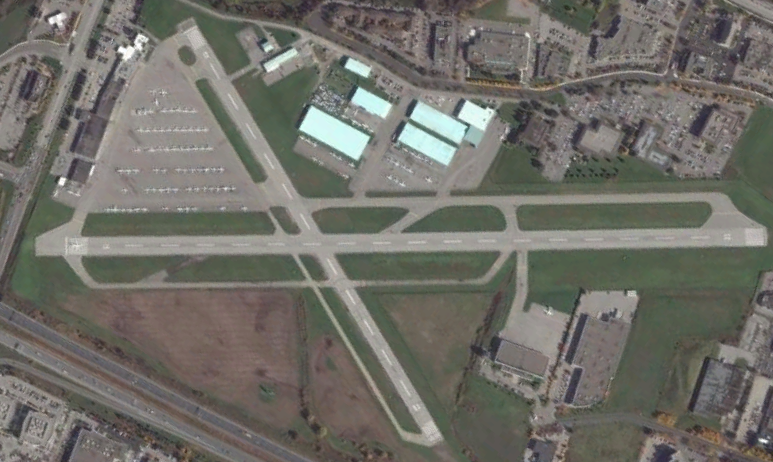
Satellitenbild

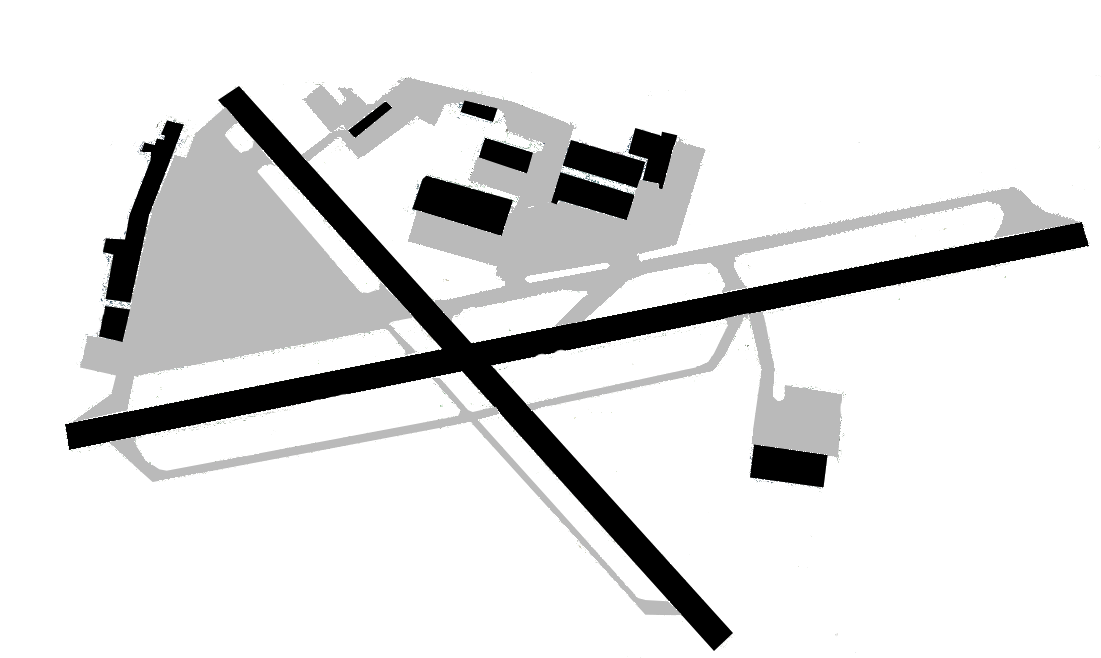
Pistensystem des Flughafens